# Morville (Manche)
Morville – miejscowość i gmina we Francji, w regionie Normandia, w departamencie Manche.
Według danych na rok 1990 gminę zamieszkiwało 251 osób, a gęstość zaludnienia wynosiła 35 osób/km² (wśród 1815 gmin Dolnej Normandii Morville plasuje się na 640. miejscu pod względem liczby ludności, natomiast pod względem powierzchni na miejscu 704.).